# Liste der Bodendenkmäler in Obermeitingen
Auf dieser Seite sind die Bodendenkmäler in der oberbayerischen Gemeinde Obermeitingen zusammengestellt. Diese Tabelle ist eine Teilliste der Liste der Bodendenkmäler in Bayern. Grundlage ist die Bayerische Denkmalliste, die auf Basis des Bayerischen Denkmalschutzgesetzes vom 1. Oktober 1973 erstmals erstellt wurde und seither durch das Bayerische Landesamt für Denkmalpflege geführt wird. Die folgenden Angaben ersetzen nicht die rechtsverbindliche Auskunft der Denkmalschutzbehörde.

## Bodendenkmäler der Gemeinde Obermeitingen

### Bodendenkmäler in der Gemarkung Obermeitingen
| Lage                                 | Objekt | Akten-Nr.     | Bild           |
| ------------------------------------ | --- | ------------- | -------------- |
| Obermeitingen (Standort)             | Siedlung der römischen Kaiserzeit. | D-1-7830-0003 |                |
| Obermeitingen (Standort)             | Siedlung der späten Bronzezeit, der Urnenfelderzeit und der Hallstattzeit.                                                                                       | D-1-7830-0011 |                |
| Obermeitingen (Standort)             | Straße der römischen Kaiserzeit (Teilstück der Trasse Augsburg-Füssen).                                                                                          | D-1-7830-0168 |                |
| Obermeitingen Kirchberg 5 (Standort) | Untertägige mittelalterliche und frühneuzeitliche Befunde im Bereich der Katholischen Pfarrkirche St. Mauritius in Obermeitingen und ihres Vorgängerbaus.        | D-1-7830-0170 | weitere Bilder |
| Obermeitingen (Standort)             | Verebnete Grabhügel mit Bestattungen der älteren Hallstattzeit.                                                                                                  | D-1-7831-0032 |                |
| Obermeitingen (Standort)             | Verebneter Grabhügel vorgeschichtlicher Zeitstellung. | D-1-7831-0033 |                |
| Obermeitingen (Standort)             | Körpergräber der frühen Bronzezeit. | D-1-7831-0035 |                |
| Obermeitingen (Standort)             | Untertägige spätmittelalterliche und frühneuzeitliche Befunde im Bereich der Katholischen Friedhofskapelle St. Apollonia in Schwabstadl und ihres Vorgängerbaus. | D-1-7831-0144 |                |

### Bodendenkmäler in der Gemarkung Untermeitingen
| Lage                      | Objekt                             | Akten-Nr.     | Bild |
| ------------------------- | ---------------------------------- | ------------- | ---- |
| Untermeitingen (Standort) | Siedlung der römischen Kaiserzeit. | D-7-7830-0132 |      |